# Arthur Friedenreich
Arthur Friedenreich, né le 18 juillet 1892 à São Paulo et mort le 6 septembre 1969, est un joueur de football brésilien.
Surnommé « le Tigre », il est l'un des premiers joueurs métis à être appelé en équipe du Brésil. Il est aujourd'hui considéré comme le premier des « grands » footballeurs brésiliens.

## Biographie
Son père Oscar était un commerçant allemand arrivé au Brésil à la fin du XIXe siècle et sa mère Mathilde était une lavandière noire.
Il commença sa carrière à 17 ans avec le club de Germania, joua par la suite pour les clubs de Ipiranga, Americão, Santos FC, Paulistano, du São Paulo FC, de l'Atlético Mineiro, pour terminer sa carrière dans le club de Flamengo à l'âge de 43 ans. Il termine à 9 reprises meilleur buteur du championnat pauliste.
Friedenreich joue à 17 reprises — les rencontres internationales étaient rares à l'époque — avec l'équipe nationale du Brésil entre 1914 et 1930, marquant 8 buts, (d'autre sources indiquant cependant 22 matchs pour 10 buts). Il gagne avec elle la Copa Roca en 1914 et la Copa América en 1919 (finissant meilleur buteur de l'édition) et en 1922.
Pendant la tournée européenne de la Seleção en 1925, il fut célébré comme le « Roi du football ».
Il faillit participer — il se blesse peu avant, officiellement — à la Coupe du monde de football de 1930 — première de l'histoire — disputée en Uruguay.
Il prend sa retraite dans son club de Flamengo en 1935 à l'âge de 43 ans et meurt en 1969 à l'âge de 77 ans.
Il aurait joué plus de 1 200 matchs pour plus de 1 200 buts marqués. Ces statistiques qui prennent en compte les matches amicaux et en jeunes n'ont aucun caractère officiel. Le nom d'Arthur Friedenreich n'apparait pas dans les classements des buteurs à plus de 500 buts en carrière établis par les statisticiens du football. Toutefois, Alexandre da Costa de RSSSF comptabilise 557 buts en 562 matchs entre 1909 et 1935.

## Palmarès

### Club
- Campeonato Paulista de Futebol : 1918, 1919, 1921, 1926, 1927, 1929 et 1931

### Sélection nationale
- Copa América : 1919 et 1922
- Copa Roca : 1914

### Titres individuels
- Meilleur joueur de la Copa América : 1919
- Meilleur buteur de la Copa América : 1919
- IFFHS Meilleur joueur brésilien du XXe siècle : 5e place
- IFFHS Meilleur joueur sud-américain du XXe siècle : 13e place